# 釧路中標津道路
釧路中標津道路（くしろなかしべつどうろ）は、北海道釧路市と標津郡標津町を結ぶ延長約100 kmの地域高規格道路（国道272号）の路線名である。1994年12月16日計画路線に指定された。
線形不良、通行止めの頻発の為の災害対策や、冬期間の視程障害など交通の安全性を確保するために整備される。
このうち上別保道路と春別道路が供用中であり、阿歴内道路が事業中となっている。
完成後は道東自動車道（北海道横断自動車道根室線）、根室中標津道路、道東縦貫道路（候補路線）、釧路外環状道路などと接続する予定。これらと一体となって道東圏の連携、交流を促進する目的で整備が進められている。

## 構成される道路

### 上別保道路

#### 概要
- 起点：北海道釧路郡釧路町上別保
- 終点：北海道川上郡標茶町阿歴内
- 延長：7.8 km
- 規格：第3種第2級
- 設計速度：60 km/h
- 車線：2車線

#### 歴史
- 2007年（平成19年）度 : 事業化。
- 2016年（平成28年）3月10日 : 釧路町別保 - 釧路町上別保間（1.2km）が開通。
- 2019年（平成31年）3月9日 : 釧路町字上別保 - 標茶町阿歴内間（6.6km）が開通し[1]、これにより上別保道路が全線開通。釧路外環状道路と接続。

### 阿歴内道路

#### 概要
- 起点：北海道川上郡標茶町東阿歴内
- 終点：北海道川上郡標茶町北片無去
- 延長：5.4 km
- 規格：第3種第2級
- 設計速度：60 km/h
- 車線：2車線

#### 歴史
- 1994年（平成6年）度 : 計画路線指定
- 1999年（平成11年）度 : 整備区間指定
- 2000年（平成12年）度 : 着工準備
- 2005年（平成17年）度 : 事業化
- 2008年（平成20年）11月17日 : 川上郡標茶町阿歴内原野 - 川上郡標茶町塘路開通
- 2012年（平成24年）度 : 全線開通[2]

### 春別道路

#### 概要
- 起点：北海道野付郡別海町西春別
- 終点：北海道野付郡別海町上春別
- 延長：13.1 km
- 規格：第3種第1級
- 設計速度：80 km/h
- 車線：暫定2車線（完成4車線）

#### 歴史
- 1997年（平成9年）度：着工
- 2002年（平成14年）度：国道243号と立体交差する西春別ICを含む6.5 kmの区間が供用
- 2005年（平成17年）度：全線供用

## 経由する市町村
- 釧路総合振興局
  - 釧路市
  - 釧路郡釧路町
  - 川上郡標茶町
  - 厚岸郡厚岸町
- 根室振興局
  - 野付郡別海町
  - 標津郡中標津町
  - 標津郡標津町